# 北馬其頓外交

北马其顿與其他國家的關係，蓝色为已与北马其顿建立邦交之各国

北马其顿外交是东南欧国家北马其顿（舊稱馬其頓共和國、前南斯拉夫馬其頓共和國）在国际关系中以和平的手段对外行使主权的交往或交涉活动。北马其顿的外交活动为北马其顿内政的延伸，并以内政为基础，是其国家主权在国际关系中的体现和行为，也是维护和发展其国家利益，实施其国际战略和对外政策的手段。北马其顿外交部为主管北马其顿对外关系、制定对外政策的主管机关。北马其顿也是聯合國、世貿組織、北约等国际组织的正式成员国，并正在申请加入欧洲联盟。

## 外交政策之演变
馬其頓共和國在1991年脱离南斯拉夫社会主义联邦共和国獨立後，鄰邦的希臘承認其國家地位，但基于历史因素強烈反對該國使用「馬其頓」做為國名，并一度对马其顿实施经济封锁，阻挠马其顿加入北约及欧盟，受到希腊等国的影响，马其顿与1993年加入联合国时使用的国名也是「前南斯拉夫马其顿共和国」。而欧盟与許多国际组织以及世界上部分国家原來也将该国称为「前南斯拉夫马其顿共和国」；还有部分国家在北馬其頓更名前也因顾虑希腊的看法而没有与该国建交。惟2019年马其顿共和国易名为「北馬其頓共和國」后，北马其顿才有机会加入北约、并争取加入欧盟，与更多的国家建立正式外交关系。

## 与各国之邦交

### 与欧洲近邻的关系

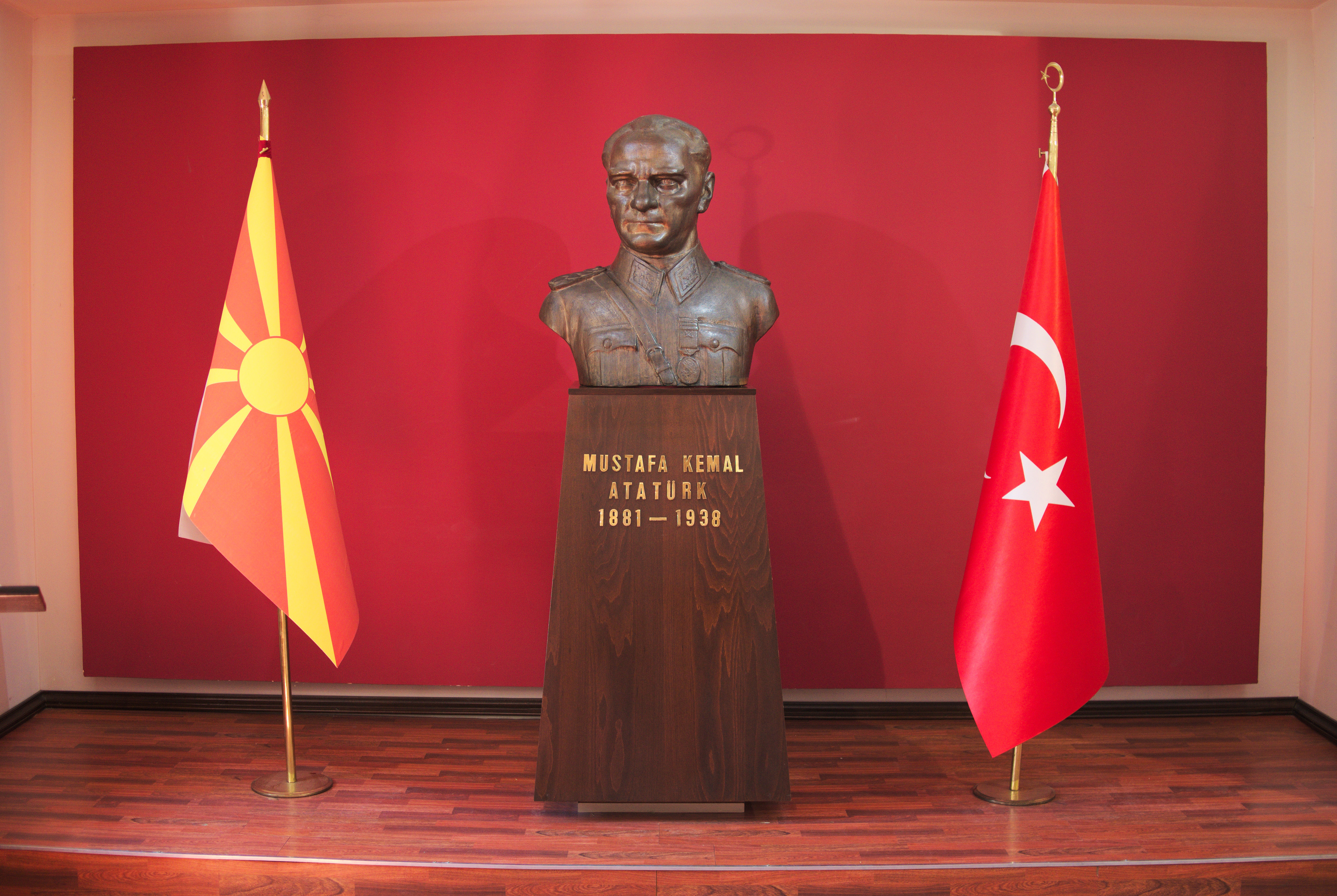
北马其顿比托拉市博物馆的凯末尔半身像，北马其顿与土耳其关系紧密。

北马其顿曾长期因为国名争议与南边的邻邦希腊关系紧张，希腊也长期阻挠马其顿加入国际组织，2019年，在两国签署《普雷斯帕協議》后，马其顿改名为“北马其顿”，两国关系也得到了一定的加强；北马其顿与东部邻国保加利亚关系紧密，保加利亚也长期为北马其顿加入欧盟的最大支持国之一，部分未在北马其顿设立常驻大使馆的国家，也委派驻保大使兼任驻北马其顿大使。2017年，两国签署了《睦邻关系协定》，其后又签署国际铁路协议，同意开通直通两国的铁路。惟两国因民族问题仍然有所龃龉，部分保加利亚人尚不认同马其顿人及马其顿语之存在，仍然视马其顿人为保加利亚人；并视马其顿语为保加利亚语的方言。
直到1991年，塞尔维亚与北马其顿都是南斯拉夫社会主义联邦共和国的一部分，两国各自脱离南斯拉夫后于1996年建立了正式外交关系。但在2008年10月马其顿承认科索沃独立后，两国关系一度陷入低谷。塞尔维亚政府还以驱逐大使报复马其顿对科索沃的承认。2017年12月，马其顿共和国总理佐兰·萨耶夫宣布支持科索沃加入联合国教科文组织。塞尔维亚政府对此警告称塞政府将不再承认这个国家的名称为“马其顿共和国”。塞尔维亚外交部长伊维卡·达契奇更表示这是“佐兰·萨耶夫政府伪善的一个例子”。
北马其顿与土耳其关系紧密，并拥有密切的历史、文化和人文联系。土耳其裔馬其頓人为北马其顿重要的少数民族之一。土耳其也是北马其顿主要的外资来源国之一，多家土耳其大型企业也在北马其顿拥有庞大的业务。土耳其首任总统穆斯塔法·凯末尔·阿塔图尔克年轻时也曾在今北马其顿的比托拉学习，凯末尔迄今还在当地还受到纪念。
俄罗斯虽与北马其顿均为斯拉夫国家，但因为北马其顿在政治上傾向於歐盟和西方國家，双边关系并不紧密，在2022年俄罗斯入侵乌克兰期间，北马其顿政府支持乌克兰，并強烈譴責俄羅斯對烏克蘭採取的軍事行動。

### 其他国家

#### 与美国的关系
北馬其頓和美國在廣泛的政治、經濟、文化、軍事和社會問題上享有紧密的合作關係。自1991年北馬其頓脫離南斯拉夫獨立以來，兩國一直保持著良好的雙邊關係。美國於1994年正式承認北馬其頓，并於1995年建立全面外交關係。美國也是北马其顿第一大援助来源国，美国政府大力支持北馬其頓全面融入欧洲的计划，与欧洲盟友协助北馬其頓平定了馬国内因種族緊張局勢而引發的內戰，並致力於幫助北馬其頓打擊腐敗和歧視、加強法治、实现民主化改革。两国也通过在北约的合作强化了双边关系，并有兴趣加強经贸关系。2021年，北馬其頓、美國双边貿易總額达到3.06億美元，同比2020年增長了6.9%。其中，北马其顿對美國的主要出口產品是煙草、服裝、鋼鐵等。

#### 与中华人民共和国的关系
1993年10月21日，中华人民共和国驻联合国大使李肇星和马其顿驻联合国大使登科·马莱斯基在美國纽约联合国总部签訂建交公报，建立兩國之間的外交關係。1999年因为马其顿转向中华民国导致外交关系中断，马其顿政府直到2001年才与中华民国断绝邦交，恢复与中华人民共和国的关系。现今两国友好关系已经順利發展，高層互訪不斷，中、北馬兩國也通過中國—中東歐國家合作框架在科技、教育、文化、交通基礎設施、旅遊和農業等領域加强了交流，并鞏固了雙邊關係。中华人民共和国也是北马其顿主要的贸易伙伴之一。

#### 与大韩民国的关系
受到希腊的影响，大韩民国虽承认马其顿的国家地位，但长期未与其建立正式外交关系，却保持一定的政治、经贸往来。2019年，马其顿改名为“北马其顿”后，大韩民国于当年7月18日与北马其顿建交。至此，韩国已经与欧洲所有的联合国成员国建立了外交关系。

#### 与日本的关系
1963年斯科普里地震发生后，日本政府对当地提供了一定的援助。马其顿脱离南斯拉夫独立后，日本政府于1993年12月给予马其顿共和国外交承认，并将其称为「前南斯拉夫马其顿共和国」，翌年3月，两国建交。1994年，日本政府开始对马其顿展开人道主义援助，并在科索沃危机期间，为马其顿政府提供了医療機材。日本政府更协助北马其顿提高粮食产量，并在北马其顿国东部开展水利设施建设计划，以协助当地提升生活产業用水、灌溉及水力发电品质。2015年，北马其顿政府在东京都建立大使馆，进一步巩固了双边关系。

#### 与哈萨克斯坦的关系
哈萨克斯坦于1995年6月1日与马其顿共和国建立外交关系，两国均为以西里尔字母为官方文字的国家，北马其顿政府在阿斯塔纳设有大使馆，而哈萨克斯坦也已经决定在北马其顿建立大使馆。哈、北马两国政府也通过官方的经贸合作委员会，以及多项经贸协议加强两国的贸易关系。此外，两国也在多个领域的联合项目发展上具有巨大合作潜力，哈政府亦有兴趣在交通基础设施和旅游业发展经验上学习借鉴北马其顿的经验。

## 外交代表机构

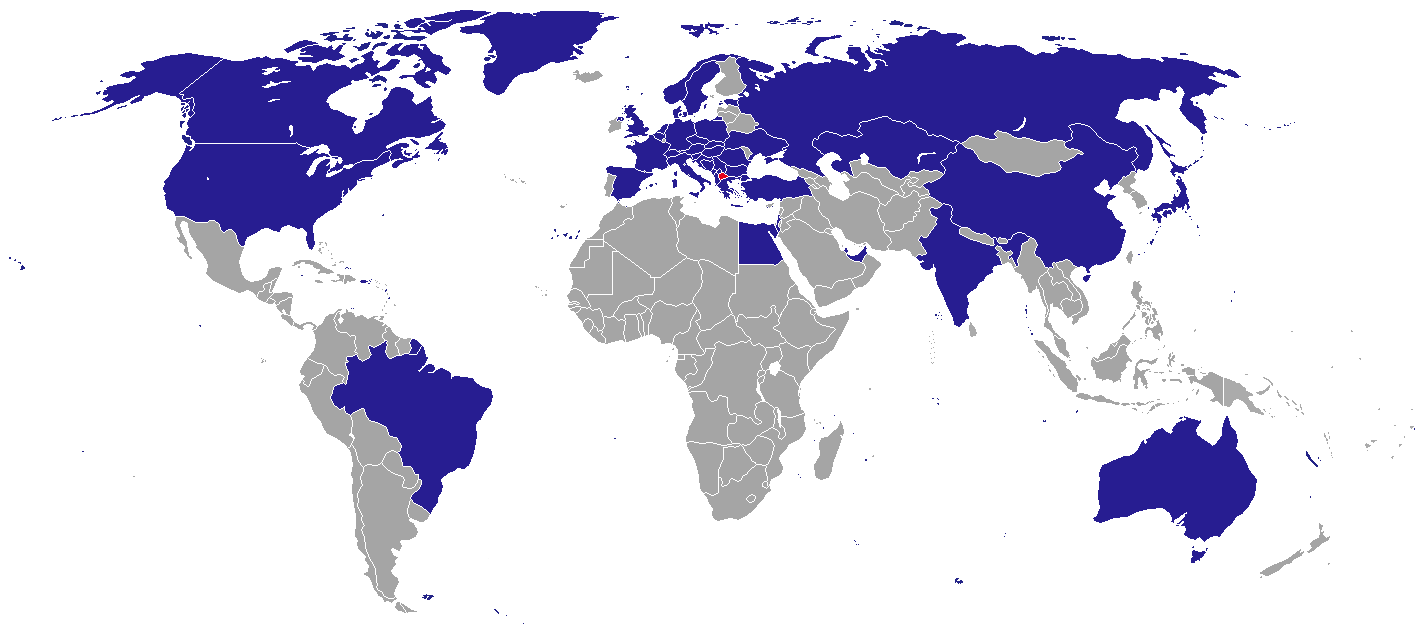
拥有北马其顿驻外使领馆的国家一览

截至2022年，北马其顿在43国建立了大使馆、总领事馆及常驻代表团，外交代表机构主要分布在欧洲诸国。北马其顿首都斯科普里则有32座外国大使馆。